# Jelle Florizoone
Jelle Florizoone (* 22. September 1995 in Oostende) ist ein belgischer Schauspieler und Sänger. Im Film Noordzee, Texas spielte er 2011 die Hauptrolle.

## Leben
Jelle Florizoone hat an der Königlichen Ballett-Akademie in Antwerpen studiert. Seine erste kleine Schauspielrolle hatte er 2010 in der Jugend-Fernsehserie Mega Mindy, wo er in der Folge Bezoek uit de cosmos ein Alien spielte. Sein Spielfilmdebüt gab er 2011 an der Seite von Mathias Vergels in Noordzee, Texas des flämischen Regisseurs Bavo Defurne; darin spielt er einen schwulen Jugendlichen. Im selben Jahr erhielt er eine Hauptrolle in der Jugendfernsehserie Rox des Senders Ketnet. In Allez, Eddy! des Regisseurs Gert Embrecht hatte Florizoone 2012 eine Nebenrolle, im Kurzfilm Corps peru von Lukas Dhont wieder eine Hauptrolle. 2013 spielte er im Film Marina über das Leben von Rocco Granata des Regisseurs Stijn Coninx mit. Seit 2015 hat Florizoone eine Rolle in der flämischen Seifenoper Familie.
Daneben gab er 2014 als Teil der Boyband 5th Avenue sein Debüt als Sänger.

## Filmografie
- 2010: Mega Mindy (Fernsehserie, Folge Bezoek uit de cosmos)
- 2011: Noordzee, Texas
- 2011–2015: Rox (Fernsehserie, 57 Folgen)
- 2012: Allez, Eddy!
- 2012: Corps perdu (Kurzfilm)
- 2013: Pieter Aspe – Mord in Brügge (Aspe, Fernsehserie, Folge Au pair)
- 2013: Marina
- 2015: Een Nieuw Leven (Fernsehserie, 17 Folgen)
- 2015: Mega Mindy Versus ROX
- 2015–2016: Familie (Fernsehserie, 97 Folgen)
- 2019: Find me in Paris (Fernsehserie, 3 Folgen)
- 2019: Thuis (Fernsehserie, 12 Folgen)
- 2019: Kosmnoo (Fernsehserie, 1 Folge)
- 2022: De kotmadam (Fernsehserie, 1 Folge)